# Limonium tomentellum
Limonium tomentellum ist eine Pflanzenart aus der Gattung der Strandflieder (Limonium) in der Familie der Bleiwurzgewächse (Plumbaginaceae).

## Beschreibung
Limonium tomentellum ist eine ausdauernde Pflanze mit Wuchshöhen von 20 bis 30 (selten bis 80) cm. Die Stängel sind in der oberen Hälfte dicht feinfilzig bis spärlich behaart. Die Laubblätter sind 50 bis 130 (selten bis 250) mm lang, 20 bis 40 (selten bis 90) mm breit, sind entlang der Mittelrippe behaart und warzig und sind fiederig geadert. Sterile Zweige werden nur selten gebildet oder fehlen ganz. Die Schuppen sind 9 bis 14 mm lang oder auch länger.
Die Blütenstände sind bis zu 12 cm lange Ähren, die Teilährchen bestehen aus einer einzigen oder bis zu drei Blüten. Die inneren Tragblätter sind 2,5 bis 3,3 (selten bis 4,5) mm lang, die äußeren sind 1 bis 2 mm lang und haben einen schmalen durchscheinenden Rand und überlappen die inneren Tragblätter zu 1/5 bis 1/6. Der Kelch ist nahezu unbehaart und etwa 3,5 bis 5,5 mm lang. Die Krone ist 5 bis 6 mm lang und rosa gefärbt.

## Vorkommen
Die Art kommt im Süden und Osten der Ukraine, im Südosten Russlands und im Westen Kasachstan vor. Sie wächst auf salzigen Böden und auf Salzmooren.